# Falconina gracilis
Falconina gracilis (Keyserling, 1891) è un ragno appartenente alla famiglia Corinnidae.

## Biologia
Questo ragno è mirmecofilo, cioè vive in associazione con le formiche; in particolare per questa specie si può parlare di mirmecomorfismo aggressivo in quanto preda gli esemplari di Acromyrmex fracticornis (Forel, 1909) e Labidus praedator (Smith, 1858).

## Distribuzione
La specie è stata reperita in alcune località del Brasile, del Paraguay e dell'Argentina; negli USA vi è stato introdotto.

## Tassonomia
Al 2012 non sono note sottospecie e non sono stati esaminati nuovi esemplari dal 2000.